# Blockout
Blockout — це відеогра-головоломка, яка була розроблена в Польщі Олександром Устачевським і Мирославом Заблоцьким та опублікована в 1989 році компанією California Dreams.

## Ігровий процес
Гра є логічним продовженням Тетріса в тривимірному просторі. У звичайному Тетрисі гравець маніпулює набором тетраміно, які потрапляють в двовимірну яму (якщо дивитися збоку). Мета гри — заповнити якомога більше повних рядків блоками тетраміно, не досягнувши верхньої частини екрану. Якщо рядок вже заповнений повністю — він зникає, і рахунок гравця збільшується. Погана гра призводить до неповних рядків: ці рядки не зникають, даючи гравцеві менше місця і менше часу для заповнення інших рядків. Так само, в Blockout гравець маніпулює набором полікубів, які потрапляють в тривимірну яму (якщо дивитися зверху; фігури з'являються на передньому плані і падають). Фігури можна обертати навколо всіх трьох осей, переміщати по горизонталі і по вертикалі. Мета полягає в тому, щоб сформувати повний шар.

### Набори блоків
Плоскі

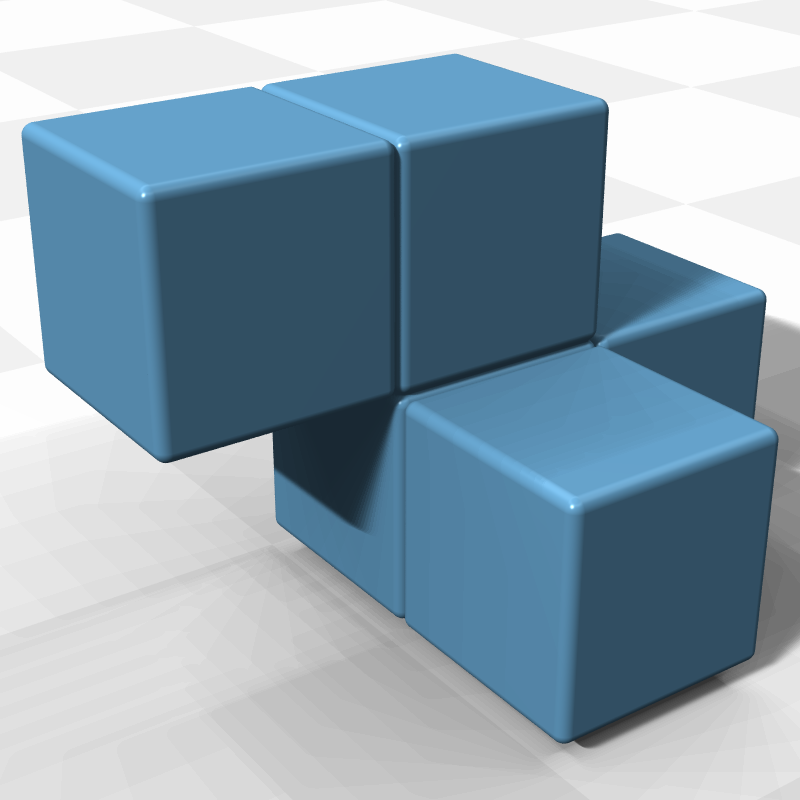
Пентакуб

Набір плоских блоків складається з полікубів, які укладаються в один шар.
Базові
Базовий комплект блоків складається з семи полікубів:
- «L» трикуб.
- «T» тетракуб: ряд з трьох блоків з одним доданим нижче центру.
- «L» тетракуб: ряд з трьох блоків з одним доданим нижче зліва.
- «S» тетракуб: зігнуті тетраміно з блоком, розміщеним збоку, на зовнішній стороні.
- тетракуб «Лівий Гвинт».
- тетракуб «Правий Гвинт».

Розширені
Розширений набір блоків складається з усіх n-полікубів аж до n = 5. Це набір блоків з 41 членами, що складається з одного куба, двох кубів разом, двох трикубів , 8 тетракубів і 29 пентакубів.

### Режими гри
Гра дозволяє гравцеві вибрати набір блоків і розмір ями. Ями можна обирати в діапазоні від 3x3x6 до 7x7x18, що в цілому 195 можливих розмірів (вважаючи, наприклад, 3x5x6 і 5x3x6 як ідентичні). Доступні три комплекти блоків — плоскі, основні і розширені — що в цілому 585 можливих режимів гри.
У «Головному меню» гравцю рекомендується три з можливих 585 конфігурацій. Вони називаються «Flat Fun», «3D Mania» (3D манія) та «Out of Control» (Поза контролем). Інші особливості гри включають в себе:
Демонстраційний режим: запрограмований бот, який добре грає в будь-який режим гри.
Режим практики: режим, де фігури не падають вниз з часом. Гравець може управляти фігурами так довго, як йому подобається, перш ніж поставити їх на відповідне місце. Це дуже корисно для початківців.

## Сприйняття
The New York Times розглянув гру в статті про навчальне програмне забезпечення для математики, написавши, що Blockout «не претендує на те, щоб бути навчальним, але навички, необхідні для того, щоб оволодіти, нею не пов'язані з математикою, зокрема з геометрією». У дослідженні 1993 року знайшли докази того, що гра Blockout поліпшила просторове мислення дітей від 10- до 14-річного віку.

## Найкращі результати
У Залі Слави Blockout [Архівовано 1 вересня 2016 у Wayback Machine.] записані десять найкращих оцінок в кожній з 585 конфігурацій. Результати можуть бути представлені на сайті, а база даних найкращих результатів оновлюється приблизно раз на рік. Чемпіонат світу проводиться щороку в Німеччині, як правило, в Інгольштадті в листопаді. Існує також нова онлайн база даних найкращих результатів [Архівовано 5 вересня 2016 у Wayback Machine.]. Гравці можуть завантажувати не тільки їх високий бал, але і всю свою гру, і дивитися повтори інших. Це дозволяє гравцям спостерігати за грою і технікою укладання інших гравців, а також визначити можливі підроблені високі бали.